# インゲ1世 (スウェーデン王)
インゲ1世（Inge den äldre、生年不詳 - 1105年/1112年）は、スウェーデン王（在位：1079年 - 1084年、1087年 - 1105年）。
スウェーデン王ステンキルの息子。母はスウェーデン王エームンド老王の娘エンカリム。兄にスウェーデン王ハルステンがいる。

## 生涯
キリスト教徒であったインゲは、歴代の王が行ってきた、異教の神事であるガムラ・ウプサラの大犠牲祭の司祭役を拒否し、1084年にウプサラから追放され、代わりに妻の兄弟ブロット＝スヴェンが王位についた。1087年にブロット＝スヴェンを殺害し復位。
1100年頃、インゲはノルウェー王マグヌス2世と領土争いをしていたが、1101年にデンマーク王エーリク1世によってコヌンガヘラ（クンガヘラ）で和解した。
息子ラグンヴァルドはインゲに先立って死去しており、インゲの死後、王位は兄ハルステンの息子フィリップが継承した。

## 子女
ブロット＝スヴェンの姉妹ヘレナ（メール）と結婚し、4人の子をもうけた。
- クリスティーナ（? - 1120年） - 1095年にキエフ大公ムスチスラフ1世と結婚。
- ラグンヴァルド - 娘イングリッドは初めデンマーク王族ヘンリク（デンマーク王スヴェン2世孫）と結婚し、スウェーデン王マグヌス2世（在位：1160年 - 1161年）を産む。のち、ノルウェー王ハーラル4世妃となる。
- マルガレータ（? - 1130年） - 1101年にノルウェー王マグヌス3世と結婚、のち1105年にデンマーク王ニルスと結婚。デンマーク王ニルスとの子マグヌス1世は一時スウェーデン王（在位：1126年 - 1130年）となる。
- カタリーナ - デンマーク王子ビョルン（デンマーク王エーリク1世の孫）と結婚。スウェーデン王エリク9世妃クリスティーナの母。